# 黎锦光
黎錦光（1907年12月30日—1993年1月15日），原名錦顥，字履衢，一字履劬，常用筆名有李七牛、金玉谷、金鋼、巾光、田珠、銀珠、農樵等，湖南湘潭人，中國流行音樂家。黎錦光與陳歌辛被認為是中國流行樂壇成熟期最傑出的代表，分別有「歌王」與「歌仙」之譽。

## 生平
黎錦光1904年出生於湖南湘潭，排行第七，長兄為國學家黎錦熙，二兄為著名作曲家黎錦暉，兄弟八人有「黎氏八駿」之譽。1916年随父赴北京读书，1920年随父到上海，同年7月回长沙，在第一师范补习班学习（班主任是毛泽东），9月进入湖南高等工专附属中学。1926年南下广州考入黃埔軍校，旋參加北伐。
1927年到上海，脱离部队，加入黎錦暉任團長的中華歌舞團，成為「黎派」歌曲最重要的傳人。1936年率团到东南亚演出，同年与女歌手白虹结婚。1939年，任百代唱片公司音樂編輯，為上海各電影公司作曲。黎錦光寫曲，速度快，質量高，《满场飞》（1938年）《夜來香》、《香格里拉》（1946年电影《莺飞人间》插曲）、《拷紅》、《採檳榔》、《五月的風》、《叮嚀》、《慈母心》、《瘋狂世界》、《星心相印》、《相見不恨晚》等數百首流行歌曲皆為其作品。其中由李香蘭原唱的《夜來香》一曲深受日本作曲家服部良一的激賞，將歌詞翻譯成日語後，流行日本。
1949年後，黎錦光在上海唱片公司工作，編輯戲曲、歌曲的唱片和音帶2000多首，其所作《送我一枝玫瑰花（探戈——波列娜舞曲）》（1958年作）《歡樂舞曲》由上海交響樂團小樂隊於1963年錄音並出版唱片，前者還由音樂出版社（現人民音樂出版社）於1962年出版總譜。他還編配了墨西哥民歌《拉庫克拉恰》和羅馬尼亞民歌《春天舞曲》，收入人民音樂出版社1981年出版的《輕音樂曲集1》中。
黎錦光曾任中國中央芭蕾舞團交響樂團首任首席指揮。在多次運動中遭波及。文革時受到衝擊，被勒令在唱片廠掃廁所，所藏唱片、手稿等被毁，長期不能從事音樂工作。
1993年逝世於上海。